# Isaque I Bagratúnio
Isaque I Bagratúnio (em armênio: Սահակ Բագրատունի; romaniz.: Sahak Bagratuni) foi príncipe armênio da família Bagratúnio do século IV, ativo durante a regência de Manuel Mamicônio. Isaque era provável filho de Simbácio II. Em 379/387, torna-se chefe de sua família (naapetes), aspetes e tagadir. Casa sua filha de nome desconhecido com Vologases III, irmão de Ársaces III (r. 379–387). É possível que também fosse pai de Simbácio III.